# Culicoides spurius
Culicoides spurius är en tvåvingeart som beskrevs av Wirth och Blanton 1959. Culicoides spurius ingår i släktet Culicoides och familjen svidknott. Inga underarter finns listade i Catalogue of Life.